# Apocephalus diffusus
Apocephalus diffusus är en tvåvingeart som beskrevs av Brown 1997. Apocephalus diffusus ingår i släktet Apocephalus och familjen puckelflugor. Inga underarter finns listade i Catalogue of Life.